# Stranka mladih - Zeleni Evrope
Strana mladých - Zelení Evropě (slovinsko Stranka mladih - Zeleni Evrope, zkratka SMS-ZELENI, mezi roky 2000–2009 Stranka mladih Slovenije) je slovinská politická strana orientovaná na ochranu životního prostředí. Byla vytvořena v roce 2000 a je členem Evropské strany zelených.
Předsedou strany je Darko Krajnc.
Ve volbách v roce 2000 strana získala 4,34 % a čtyři poslanecká křesla, v roce 2004 již svůj úspěch nezopakovala. V roce 2009 změnila strana svůj název.